# Tafsir al-Qurtubi
Tafsir al-Qurtubi (en arabe : تفسير القرطبي) est une œuvre du XIIIe siècle d'exégèse du Coran (en arabe : tafsir) par le savant classique Al-Qurtubi. Tafsir al-Qurtubi est également connu comme Al-Jami'li-Ahkam ou Al-Jami 'li Ahkam al-Qur'an ou Tafsir al-Jami.

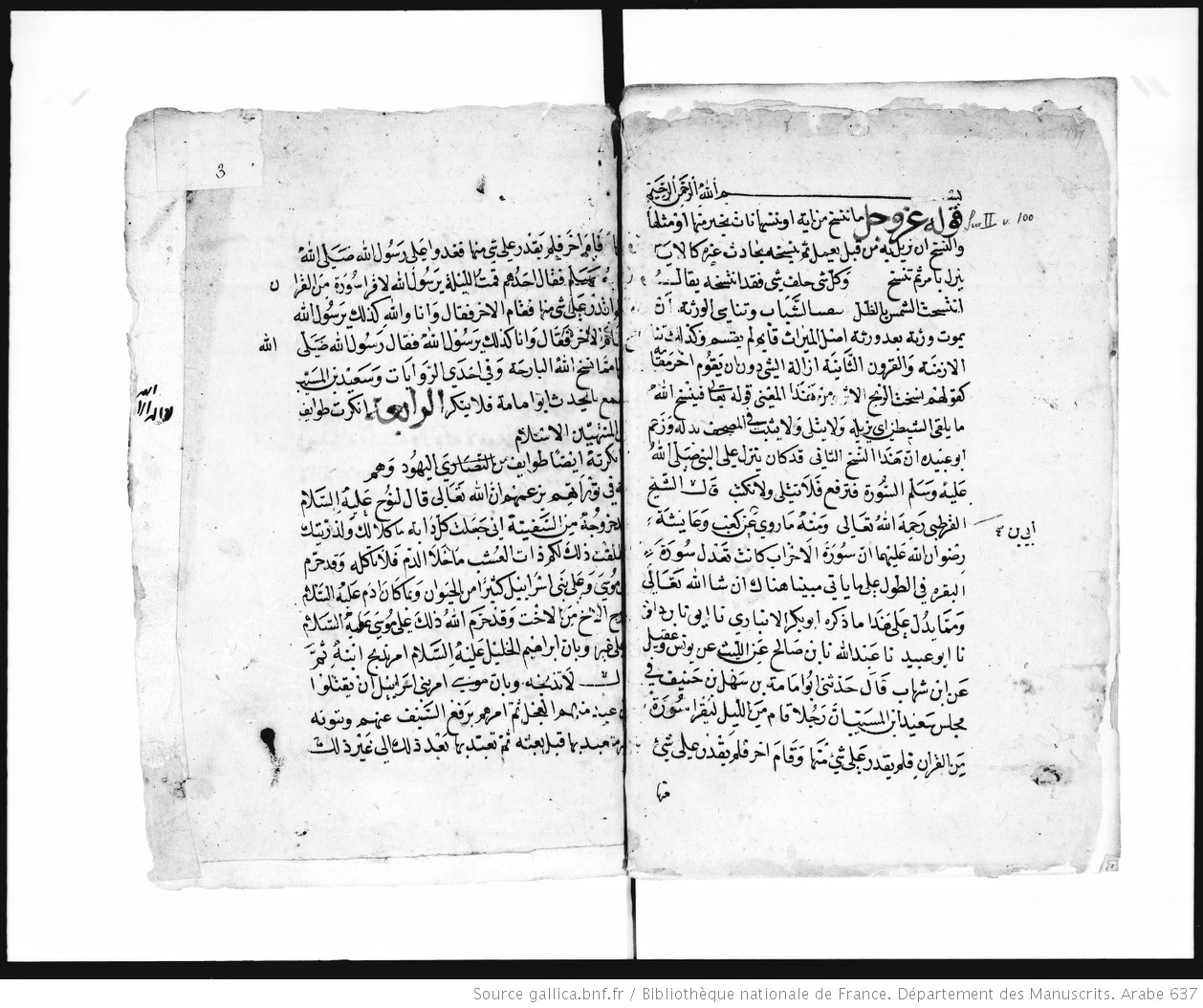
Manuscrit du Tafsir al-Qurtubi (BNF / Gallica)

L'objectif fondamental de ce tafsir était de déduire les injonctions et les décisions juridiques du Coran, mais ce faisant, al-Qurtubi a également fourni l'explication des versets, la recherche de mots difficiles, la discussion des signes diacritiques et l'élégance du style et de la composition. Le livre a été publié à plusieurs reprises.

## Traits
Mufti Muhammad Taqi Usmani (DB) a écrit dans son 'Uloomu-l-Qur'an (en français : Une approche des sciences coraniques).
Al-Qurtubi était un disciple de l'école de pensée de l'Imam Malik ibn Anas dans la jurisprudence islamique. Le but fondamental de ce livre était de déduire les injonctions et les décisions juridiques de l'Ayat coranique, mais à cet égard, il a très bien commenté les significations d'Ayat, l'examen minutieux des mots difficiles, la composition et la rhétorique et les narrations pertinentes dans l'exégèse. En particulier, les instructions que l'on peut obtenir du Coran pour la vie quotidienne ont été clairement expliquées. La préface de ce livre est également détaillée et comprend des discussions importantes sur les sciences du Coran.
Le Tafsir al-Qurtubi n'est pas un commentaire philosophique comme celui de Fakhr ad-Din al-Razi. Il s'appuie souvent sur les hadiths pour éclairer le Texte. Mais il se soucie davantage du sens de ces traditions que de leur isnad. Il s'appuie également beaucoup sur l'analyse linguistique, grâce à sa maîtrise de la grammaire arabe. En revanche, il fait peu appel aux israiliyyat (récits bibliques).

## Traductions
Ce tafsir a été traduit dans de nombreuses langues. Il peut être lu en anglais, ourdou, arabe et espagnol à la bibliothèque islamique australienne.
Parmi les traductions les plus récentes, il y a une traduction en ourdou du premier volume du Dr Ikram-ul-Haq Yaseen. Le travail sur le deuxième volume est en cours. Le premier volume a été publié par l'Académie de la Charia, à l'Université islamique internationale, Islamabad.
La première et la deuxième partie de la traduction en bengali ont été publiées par Tawheed Publication du Bangladesh . Il sera publié en 23 volumes.
Un volume a été traduit en anglais et publié par Dar al-Taqwa, Londres.

## Voir également
- Liste de livres sunnites (en)